# Hoya linearis
Hoya linearis là một loài thực vật có hoa trong họ La bố ma. Loài này được Wall. ex D.Don mô tả khoa học đầu tiên năm 1825.

## Hình ảnh

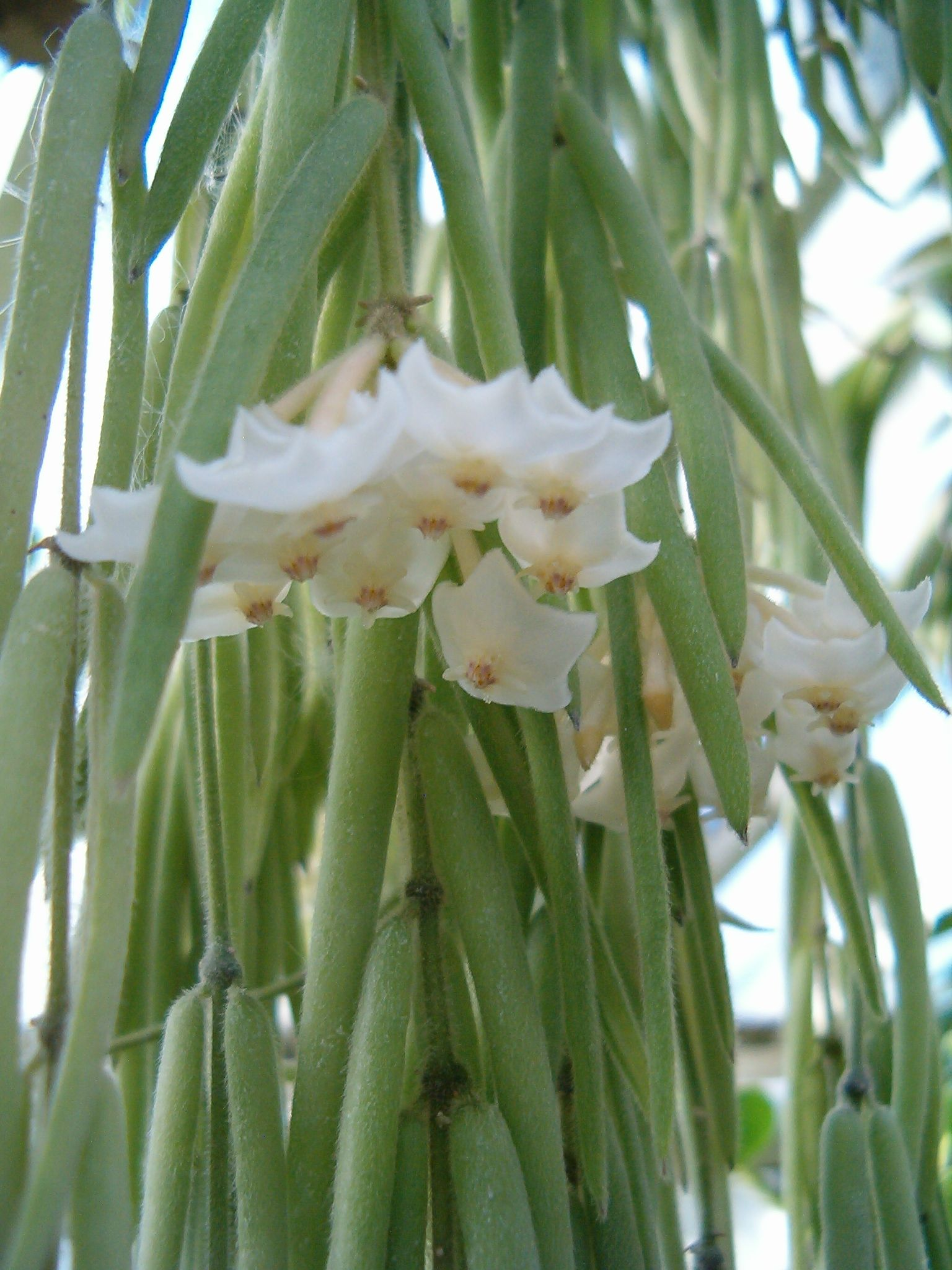
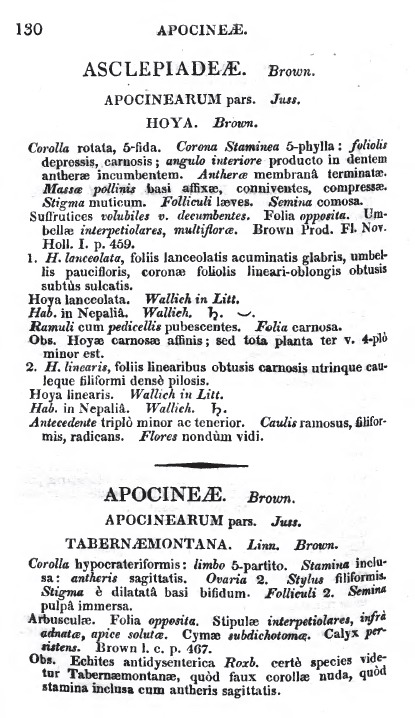